# Rupes Recta
Rupes Recta es una falla o fractura geológica en la superficie lunar. Se encuentra en el hemisferio sur, en la parte sudeste del Mare Nubium 22,1 S 7,8 O. Es uno de los escarpes más conocidos del satélite y uno de los objetivos más comunes entre los aficionados a la astronomía. 
Si bien los geólogos lunares no se han puesto de acuerdo con el origen de la falla, muchos sospechan que se trata del remanente de un gran cráter que fue llenado por la misma lava que formó el Mare Nubium.
Cuando el sol ilumina la falla en ángulo oblicuo alrededor del octavo día de su órbita, la Rupes Recta muestra una ancha sombra que le da la apariencia de un precipicio. La falla tiene una longitud de 110 km, una anchura promedio de 2-3 km, y una altura de 240-300 m. Aunque a la vista parece un gran acantilado su pendiente es relativamente baja.
Al oeste de este escarpe se encuentra el cráter Birt el cual tiene un diámetro aproximado de 16,90 km.
También al oeste está la falla Rima Birt. En el extremo sur se encuentra un grupo de montañas a menudo llamado el "Stag's-Horn Mountains", aunque este nombre no es reconocido oficialmente por la UAI. Hacia el noreste se encuentra el cráter Alpetragius, y al este se encuentra Thebit.